# ピース、ラヴ・アンド・アンダースタンディング
「ピース、ラヴ・アンド・アンダースタンディング」（(What's So Funny 'Bout) Peace, Love, and Understanding）は、ニック・ロウが作詞作曲し、ブリンズリー・シュウォーツが1974年に発表した楽曲。
ローリング・ストーンの選ぶオールタイム・グレイテスト・ソング500（2010年版）では290位にランクされている。

## ブリンズリー・シュウォーツのバージョン
1974年6月7日発売のシングルA面として発表された。B面は「Ever Since You're Gone」。プロデューサーはデイヴ・エドモンズ。同年発売のアルバム『ニュー・フェイヴァリッツ・オブ・ブリンズリー・シュウォーツ』に収録された。

## ニック・ロウのバージョン
ブリンズリー・シュウォーツは1975年に解散するも、ロウはコンサートでは必ずと言うほど本作品を演奏しており、彼のバージョンは今日まで様々なライブ・アルバム、コンピレーション・アルバムに収録されている。最初に収録されたのは1982年発売の2枚組シングル「My Heart Hurts」のD面だった（1982年2月10日、クリーブランドでのライブ音源）。
2020年4月13日、新型コロナウイルスの流行により各国で外出禁止の措置がなされる中、ロウはロンドンの自宅からギターの弾き語りを配信した。スネアドラムを担当するのは息子のロイ・ロウ。「ピース、ラヴ・アンド・アンダースタンディング」のほか、「Trombone」「Lay It On Me」「I Read a Lot」など全4曲を演奏した。

## エルヴィス・コステロ&ジ・アトラクションズのバージョン
エルヴィス・コステロ&ジ・アトラクションズのバージョンは、ニック・ロウの1978年10月発売のシングル「American Squirm」のB面に "Nick Lowe and His Sound" 名義で収録された。翌1979年、コステロの3枚目のアルバム『アームド・フォーセス』のアメリカ盤に収録される（代わりにアメリカ盤からは「サンデーズ・ベスト」が省かれた）。
グループのミュージック・ビデオも同時に作られた。